# Sam Loyd
Pour les articles homonymes, voir Loyd.
Ne pas confondre avec Sam Lloyd, acteur et musicien
Samuel Loyd (Philadelphie le 30 janvier 1841 - 10 avril 1911) est un compositeur américain de casse-tête numériques et logiques relevant des mathématiques récréatives.  Il est la figure de proue de l'école nord-américaine de problémistes (1860-1900).

## Biographie
Il a popularisé le jeu du taquin. En tant que compositeur échiquéen, il a aussi produit nombre de problèmes d'échecs, souvent avec un thème astucieux. À la suite de sa mort, son livre Cyclopedia of Puzzles est publié en 1914.
Admirateur du Tangram, il a publié un ouvrage contenant 700 nouveaux dessins, ainsi qu'une histoire sur l'origine du casse-tête. À cette époque, les États-Unis et l'Europe vivaient une frénésie à propos de ce jeu, ce qui a procuré à Loyd d'importants revenus.

## Exemples de problèmes d'échecs
("La Comète")
|   | a | b | c | d | e | f | g | h |   |
| 8 | Cavalier blanc sur case noire f6 · Roi blanc sur case noire d4 · Cavalier blanc sur case noire f4 · Pion noir sur case noire h4 · Pion noir sur case blanche b3 · Roi noir sur case blanche f3 · Cavalier noir sur case noire g3 · Tour blanche sur case blanche h3 · Pion blanc sur case noire b2 · Pion noir sur case blanche c2 · Pion noir sur case noire f2 · Tour noire sur case blanche g2 · Fou noir sur case noire h2 · Cavalier noir sur case noire a1 · Fou blanc sur case noire c1 · Fou noir sur case blanche f1 · Fou blanc sur case blanche h1 | Cavalier blanc sur case noire f6 · Roi blanc sur case noire d4 · Cavalier blanc sur case noire f4 · Pion noir sur case noire h4 · Pion noir sur case blanche b3 · Roi noir sur case blanche f3 · Cavalier noir sur case noire g3 · Tour blanche sur case blanche h3 · Pion blanc sur case noire b2 · Pion noir sur case blanche c2 · Pion noir sur case noire f2 · Tour noire sur case blanche g2 · Fou noir sur case noire h2 · Cavalier noir sur case noire a1 · Fou blanc sur case noire c1 · Fou noir sur case blanche f1 · Fou blanc sur case blanche h1 | Cavalier blanc sur case noire f6 · Roi blanc sur case noire d4 · Cavalier blanc sur case noire f4 · Pion noir sur case noire h4 · Pion noir sur case blanche b3 · Roi noir sur case blanche f3 · Cavalier noir sur case noire g3 · Tour blanche sur case blanche h3 · Pion blanc sur case noire b2 · Pion noir sur case blanche c2 · Pion noir sur case noire f2 · Tour noire sur case blanche g2 · Fou noir sur case noire h2 · Cavalier noir sur case noire a1 · Fou blanc sur case noire c1 · Fou noir sur case blanche f1 · Fou blanc sur case blanche h1 | Cavalier blanc sur case noire f6 · Roi blanc sur case noire d4 · Cavalier blanc sur case noire f4 · Pion noir sur case noire h4 · Pion noir sur case blanche b3 · Roi noir sur case blanche f3 · Cavalier noir sur case noire g3 · Tour blanche sur case blanche h3 · Pion blanc sur case noire b2 · Pion noir sur case blanche c2 · Pion noir sur case noire f2 · Tour noire sur case blanche g2 · Fou noir sur case noire h2 · Cavalier noir sur case noire a1 · Fou blanc sur case noire c1 · Fou noir sur case blanche f1 · Fou blanc sur case blanche h1 | Cavalier blanc sur case noire f6 · Roi blanc sur case noire d4 · Cavalier blanc sur case noire f4 · Pion noir sur case noire h4 · Pion noir sur case blanche b3 · Roi noir sur case blanche f3 · Cavalier noir sur case noire g3 · Tour blanche sur case blanche h3 · Pion blanc sur case noire b2 · Pion noir sur case blanche c2 · Pion noir sur case noire f2 · Tour noire sur case blanche g2 · Fou noir sur case noire h2 · Cavalier noir sur case noire a1 · Fou blanc sur case noire c1 · Fou noir sur case blanche f1 · Fou blanc sur case blanche h1 | Cavalier blanc sur case noire f6 · Roi blanc sur case noire d4 · Cavalier blanc sur case noire f4 · Pion noir sur case noire h4 · Pion noir sur case blanche b3 · Roi noir sur case blanche f3 · Cavalier noir sur case noire g3 · Tour blanche sur case blanche h3 · Pion blanc sur case noire b2 · Pion noir sur case blanche c2 · Pion noir sur case noire f2 · Tour noire sur case blanche g2 · Fou noir sur case noire h2 · Cavalier noir sur case noire a1 · Fou blanc sur case noire c1 · Fou noir sur case blanche f1 · Fou blanc sur case blanche h1 | Cavalier blanc sur case noire f6 · Roi blanc sur case noire d4 · Cavalier blanc sur case noire f4 · Pion noir sur case noire h4 · Pion noir sur case blanche b3 · Roi noir sur case blanche f3 · Cavalier noir sur case noire g3 · Tour blanche sur case blanche h3 · Pion blanc sur case noire b2 · Pion noir sur case blanche c2 · Pion noir sur case noire f2 · Tour noire sur case blanche g2 · Fou noir sur case noire h2 · Cavalier noir sur case noire a1 · Fou blanc sur case noire c1 · Fou noir sur case blanche f1 · Fou blanc sur case blanche h1 | Cavalier blanc sur case noire f6 · Roi blanc sur case noire d4 · Cavalier blanc sur case noire f4 · Pion noir sur case noire h4 · Pion noir sur case blanche b3 · Roi noir sur case blanche f3 · Cavalier noir sur case noire g3 · Tour blanche sur case blanche h3 · Pion blanc sur case noire b2 · Pion noir sur case blanche c2 · Pion noir sur case noire f2 · Tour noire sur case blanche g2 · Fou noir sur case noire h2 · Cavalier noir sur case noire a1 · Fou blanc sur case noire c1 · Fou noir sur case blanche f1 · Fou blanc sur case blanche h1 | 8 |
| 7 | Cavalier blanc sur case noire f6 · Roi blanc sur case noire d4 · Cavalier blanc sur case noire f4 · Pion noir sur case noire h4 · Pion noir sur case blanche b3 · Roi noir sur case blanche f3 · Cavalier noir sur case noire g3 · Tour blanche sur case blanche h3 · Pion blanc sur case noire b2 · Pion noir sur case blanche c2 · Pion noir sur case noire f2 · Tour noire sur case blanche g2 · Fou noir sur case noire h2 · Cavalier noir sur case noire a1 · Fou blanc sur case noire c1 · Fou noir sur case blanche f1 · Fou blanc sur case blanche h1 | Cavalier blanc sur case noire f6 · Roi blanc sur case noire d4 · Cavalier blanc sur case noire f4 · Pion noir sur case noire h4 · Pion noir sur case blanche b3 · Roi noir sur case blanche f3 · Cavalier noir sur case noire g3 · Tour blanche sur case blanche h3 · Pion blanc sur case noire b2 · Pion noir sur case blanche c2 · Pion noir sur case noire f2 · Tour noire sur case blanche g2 · Fou noir sur case noire h2 · Cavalier noir sur case noire a1 · Fou blanc sur case noire c1 · Fou noir sur case blanche f1 · Fou blanc sur case blanche h1 | Cavalier blanc sur case noire f6 · Roi blanc sur case noire d4 · Cavalier blanc sur case noire f4 · Pion noir sur case noire h4 · Pion noir sur case blanche b3 · Roi noir sur case blanche f3 · Cavalier noir sur case noire g3 · Tour blanche sur case blanche h3 · Pion blanc sur case noire b2 · Pion noir sur case blanche c2 · Pion noir sur case noire f2 · Tour noire sur case blanche g2 · Fou noir sur case noire h2 · Cavalier noir sur case noire a1 · Fou blanc sur case noire c1 · Fou noir sur case blanche f1 · Fou blanc sur case blanche h1 | Cavalier blanc sur case noire f6 · Roi blanc sur case noire d4 · Cavalier blanc sur case noire f4 · Pion noir sur case noire h4 · Pion noir sur case blanche b3 · Roi noir sur case blanche f3 · Cavalier noir sur case noire g3 · Tour blanche sur case blanche h3 · Pion blanc sur case noire b2 · Pion noir sur case blanche c2 · Pion noir sur case noire f2 · Tour noire sur case blanche g2 · Fou noir sur case noire h2 · Cavalier noir sur case noire a1 · Fou blanc sur case noire c1 · Fou noir sur case blanche f1 · Fou blanc sur case blanche h1 | Cavalier blanc sur case noire f6 · Roi blanc sur case noire d4 · Cavalier blanc sur case noire f4 · Pion noir sur case noire h4 · Pion noir sur case blanche b3 · Roi noir sur case blanche f3 · Cavalier noir sur case noire g3 · Tour blanche sur case blanche h3 · Pion blanc sur case noire b2 · Pion noir sur case blanche c2 · Pion noir sur case noire f2 · Tour noire sur case blanche g2 · Fou noir sur case noire h2 · Cavalier noir sur case noire a1 · Fou blanc sur case noire c1 · Fou noir sur case blanche f1 · Fou blanc sur case blanche h1 | Cavalier blanc sur case noire f6 · Roi blanc sur case noire d4 · Cavalier blanc sur case noire f4 · Pion noir sur case noire h4 · Pion noir sur case blanche b3 · Roi noir sur case blanche f3 · Cavalier noir sur case noire g3 · Tour blanche sur case blanche h3 · Pion blanc sur case noire b2 · Pion noir sur case blanche c2 · Pion noir sur case noire f2 · Tour noire sur case blanche g2 · Fou noir sur case noire h2 · Cavalier noir sur case noire a1 · Fou blanc sur case noire c1 · Fou noir sur case blanche f1 · Fou blanc sur case blanche h1 | Cavalier blanc sur case noire f6 · Roi blanc sur case noire d4 · Cavalier blanc sur case noire f4 · Pion noir sur case noire h4 · Pion noir sur case blanche b3 · Roi noir sur case blanche f3 · Cavalier noir sur case noire g3 · Tour blanche sur case blanche h3 · Pion blanc sur case noire b2 · Pion noir sur case blanche c2 · Pion noir sur case noire f2 · Tour noire sur case blanche g2 · Fou noir sur case noire h2 · Cavalier noir sur case noire a1 · Fou blanc sur case noire c1 · Fou noir sur case blanche f1 · Fou blanc sur case blanche h1 | Cavalier blanc sur case noire f6 · Roi blanc sur case noire d4 · Cavalier blanc sur case noire f4 · Pion noir sur case noire h4 · Pion noir sur case blanche b3 · Roi noir sur case blanche f3 · Cavalier noir sur case noire g3 · Tour blanche sur case blanche h3 · Pion blanc sur case noire b2 · Pion noir sur case blanche c2 · Pion noir sur case noire f2 · Tour noire sur case blanche g2 · Fou noir sur case noire h2 · Cavalier noir sur case noire a1 · Fou blanc sur case noire c1 · Fou noir sur case blanche f1 · Fou blanc sur case blanche h1 | 7 |
| 6 | Cavalier blanc sur case noire f6 · Roi blanc sur case noire d4 · Cavalier blanc sur case noire f4 · Pion noir sur case noire h4 · Pion noir sur case blanche b3 · Roi noir sur case blanche f3 · Cavalier noir sur case noire g3 · Tour blanche sur case blanche h3 · Pion blanc sur case noire b2 · Pion noir sur case blanche c2 · Pion noir sur case noire f2 · Tour noire sur case blanche g2 · Fou noir sur case noire h2 · Cavalier noir sur case noire a1 · Fou blanc sur case noire c1 · Fou noir sur case blanche f1 · Fou blanc sur case blanche h1 | Cavalier blanc sur case noire f6 · Roi blanc sur case noire d4 · Cavalier blanc sur case noire f4 · Pion noir sur case noire h4 · Pion noir sur case blanche b3 · Roi noir sur case blanche f3 · Cavalier noir sur case noire g3 · Tour blanche sur case blanche h3 · Pion blanc sur case noire b2 · Pion noir sur case blanche c2 · Pion noir sur case noire f2 · Tour noire sur case blanche g2 · Fou noir sur case noire h2 · Cavalier noir sur case noire a1 · Fou blanc sur case noire c1 · Fou noir sur case blanche f1 · Fou blanc sur case blanche h1 | Cavalier blanc sur case noire f6 · Roi blanc sur case noire d4 · Cavalier blanc sur case noire f4 · Pion noir sur case noire h4 · Pion noir sur case blanche b3 · Roi noir sur case blanche f3 · Cavalier noir sur case noire g3 · Tour blanche sur case blanche h3 · Pion blanc sur case noire b2 · Pion noir sur case blanche c2 · Pion noir sur case noire f2 · Tour noire sur case blanche g2 · Fou noir sur case noire h2 · Cavalier noir sur case noire a1 · Fou blanc sur case noire c1 · Fou noir sur case blanche f1 · Fou blanc sur case blanche h1 | Cavalier blanc sur case noire f6 · Roi blanc sur case noire d4 · Cavalier blanc sur case noire f4 · Pion noir sur case noire h4 · Pion noir sur case blanche b3 · Roi noir sur case blanche f3 · Cavalier noir sur case noire g3 · Tour blanche sur case blanche h3 · Pion blanc sur case noire b2 · Pion noir sur case blanche c2 · Pion noir sur case noire f2 · Tour noire sur case blanche g2 · Fou noir sur case noire h2 · Cavalier noir sur case noire a1 · Fou blanc sur case noire c1 · Fou noir sur case blanche f1 · Fou blanc sur case blanche h1 | Cavalier blanc sur case noire f6 · Roi blanc sur case noire d4 · Cavalier blanc sur case noire f4 · Pion noir sur case noire h4 · Pion noir sur case blanche b3 · Roi noir sur case blanche f3 · Cavalier noir sur case noire g3 · Tour blanche sur case blanche h3 · Pion blanc sur case noire b2 · Pion noir sur case blanche c2 · Pion noir sur case noire f2 · Tour noire sur case blanche g2 · Fou noir sur case noire h2 · Cavalier noir sur case noire a1 · Fou blanc sur case noire c1 · Fou noir sur case blanche f1 · Fou blanc sur case blanche h1 | Cavalier blanc sur case noire f6 · Roi blanc sur case noire d4 · Cavalier blanc sur case noire f4 · Pion noir sur case noire h4 · Pion noir sur case blanche b3 · Roi noir sur case blanche f3 · Cavalier noir sur case noire g3 · Tour blanche sur case blanche h3 · Pion blanc sur case noire b2 · Pion noir sur case blanche c2 · Pion noir sur case noire f2 · Tour noire sur case blanche g2 · Fou noir sur case noire h2 · Cavalier noir sur case noire a1 · Fou blanc sur case noire c1 · Fou noir sur case blanche f1 · Fou blanc sur case blanche h1 | Cavalier blanc sur case noire f6 · Roi blanc sur case noire d4 · Cavalier blanc sur case noire f4 · Pion noir sur case noire h4 · Pion noir sur case blanche b3 · Roi noir sur case blanche f3 · Cavalier noir sur case noire g3 · Tour blanche sur case blanche h3 · Pion blanc sur case noire b2 · Pion noir sur case blanche c2 · Pion noir sur case noire f2 · Tour noire sur case blanche g2 · Fou noir sur case noire h2 · Cavalier noir sur case noire a1 · Fou blanc sur case noire c1 · Fou noir sur case blanche f1 · Fou blanc sur case blanche h1 | Cavalier blanc sur case noire f6 · Roi blanc sur case noire d4 · Cavalier blanc sur case noire f4 · Pion noir sur case noire h4 · Pion noir sur case blanche b3 · Roi noir sur case blanche f3 · Cavalier noir sur case noire g3 · Tour blanche sur case blanche h3 · Pion blanc sur case noire b2 · Pion noir sur case blanche c2 · Pion noir sur case noire f2 · Tour noire sur case blanche g2 · Fou noir sur case noire h2 · Cavalier noir sur case noire a1 · Fou blanc sur case noire c1 · Fou noir sur case blanche f1 · Fou blanc sur case blanche h1 | 6 |
| 5 | Cavalier blanc sur case noire f6 · Roi blanc sur case noire d4 · Cavalier blanc sur case noire f4 · Pion noir sur case noire h4 · Pion noir sur case blanche b3 · Roi noir sur case blanche f3 · Cavalier noir sur case noire g3 · Tour blanche sur case blanche h3 · Pion blanc sur case noire b2 · Pion noir sur case blanche c2 · Pion noir sur case noire f2 · Tour noire sur case blanche g2 · Fou noir sur case noire h2 · Cavalier noir sur case noire a1 · Fou blanc sur case noire c1 · Fou noir sur case blanche f1 · Fou blanc sur case blanche h1 | Cavalier blanc sur case noire f6 · Roi blanc sur case noire d4 · Cavalier blanc sur case noire f4 · Pion noir sur case noire h4 · Pion noir sur case blanche b3 · Roi noir sur case blanche f3 · Cavalier noir sur case noire g3 · Tour blanche sur case blanche h3 · Pion blanc sur case noire b2 · Pion noir sur case blanche c2 · Pion noir sur case noire f2 · Tour noire sur case blanche g2 · Fou noir sur case noire h2 · Cavalier noir sur case noire a1 · Fou blanc sur case noire c1 · Fou noir sur case blanche f1 · Fou blanc sur case blanche h1 | Cavalier blanc sur case noire f6 · Roi blanc sur case noire d4 · Cavalier blanc sur case noire f4 · Pion noir sur case noire h4 · Pion noir sur case blanche b3 · Roi noir sur case blanche f3 · Cavalier noir sur case noire g3 · Tour blanche sur case blanche h3 · Pion blanc sur case noire b2 · Pion noir sur case blanche c2 · Pion noir sur case noire f2 · Tour noire sur case blanche g2 · Fou noir sur case noire h2 · Cavalier noir sur case noire a1 · Fou blanc sur case noire c1 · Fou noir sur case blanche f1 · Fou blanc sur case blanche h1 | Cavalier blanc sur case noire f6 · Roi blanc sur case noire d4 · Cavalier blanc sur case noire f4 · Pion noir sur case noire h4 · Pion noir sur case blanche b3 · Roi noir sur case blanche f3 · Cavalier noir sur case noire g3 · Tour blanche sur case blanche h3 · Pion blanc sur case noire b2 · Pion noir sur case blanche c2 · Pion noir sur case noire f2 · Tour noire sur case blanche g2 · Fou noir sur case noire h2 · Cavalier noir sur case noire a1 · Fou blanc sur case noire c1 · Fou noir sur case blanche f1 · Fou blanc sur case blanche h1 | Cavalier blanc sur case noire f6 · Roi blanc sur case noire d4 · Cavalier blanc sur case noire f4 · Pion noir sur case noire h4 · Pion noir sur case blanche b3 · Roi noir sur case blanche f3 · Cavalier noir sur case noire g3 · Tour blanche sur case blanche h3 · Pion blanc sur case noire b2 · Pion noir sur case blanche c2 · Pion noir sur case noire f2 · Tour noire sur case blanche g2 · Fou noir sur case noire h2 · Cavalier noir sur case noire a1 · Fou blanc sur case noire c1 · Fou noir sur case blanche f1 · Fou blanc sur case blanche h1 | Cavalier blanc sur case noire f6 · Roi blanc sur case noire d4 · Cavalier blanc sur case noire f4 · Pion noir sur case noire h4 · Pion noir sur case blanche b3 · Roi noir sur case blanche f3 · Cavalier noir sur case noire g3 · Tour blanche sur case blanche h3 · Pion blanc sur case noire b2 · Pion noir sur case blanche c2 · Pion noir sur case noire f2 · Tour noire sur case blanche g2 · Fou noir sur case noire h2 · Cavalier noir sur case noire a1 · Fou blanc sur case noire c1 · Fou noir sur case blanche f1 · Fou blanc sur case blanche h1 | Cavalier blanc sur case noire f6 · Roi blanc sur case noire d4 · Cavalier blanc sur case noire f4 · Pion noir sur case noire h4 · Pion noir sur case blanche b3 · Roi noir sur case blanche f3 · Cavalier noir sur case noire g3 · Tour blanche sur case blanche h3 · Pion blanc sur case noire b2 · Pion noir sur case blanche c2 · Pion noir sur case noire f2 · Tour noire sur case blanche g2 · Fou noir sur case noire h2 · Cavalier noir sur case noire a1 · Fou blanc sur case noire c1 · Fou noir sur case blanche f1 · Fou blanc sur case blanche h1 | Cavalier blanc sur case noire f6 · Roi blanc sur case noire d4 · Cavalier blanc sur case noire f4 · Pion noir sur case noire h4 · Pion noir sur case blanche b3 · Roi noir sur case blanche f3 · Cavalier noir sur case noire g3 · Tour blanche sur case blanche h3 · Pion blanc sur case noire b2 · Pion noir sur case blanche c2 · Pion noir sur case noire f2 · Tour noire sur case blanche g2 · Fou noir sur case noire h2 · Cavalier noir sur case noire a1 · Fou blanc sur case noire c1 · Fou noir sur case blanche f1 · Fou blanc sur case blanche h1 | 5 |
| 4 | Cavalier blanc sur case noire f6 · Roi blanc sur case noire d4 · Cavalier blanc sur case noire f4 · Pion noir sur case noire h4 · Pion noir sur case blanche b3 · Roi noir sur case blanche f3 · Cavalier noir sur case noire g3 · Tour blanche sur case blanche h3 · Pion blanc sur case noire b2 · Pion noir sur case blanche c2 · Pion noir sur case noire f2 · Tour noire sur case blanche g2 · Fou noir sur case noire h2 · Cavalier noir sur case noire a1 · Fou blanc sur case noire c1 · Fou noir sur case blanche f1 · Fou blanc sur case blanche h1 | Cavalier blanc sur case noire f6 · Roi blanc sur case noire d4 · Cavalier blanc sur case noire f4 · Pion noir sur case noire h4 · Pion noir sur case blanche b3 · Roi noir sur case blanche f3 · Cavalier noir sur case noire g3 · Tour blanche sur case blanche h3 · Pion blanc sur case noire b2 · Pion noir sur case blanche c2 · Pion noir sur case noire f2 · Tour noire sur case blanche g2 · Fou noir sur case noire h2 · Cavalier noir sur case noire a1 · Fou blanc sur case noire c1 · Fou noir sur case blanche f1 · Fou blanc sur case blanche h1 | Cavalier blanc sur case noire f6 · Roi blanc sur case noire d4 · Cavalier blanc sur case noire f4 · Pion noir sur case noire h4 · Pion noir sur case blanche b3 · Roi noir sur case blanche f3 · Cavalier noir sur case noire g3 · Tour blanche sur case blanche h3 · Pion blanc sur case noire b2 · Pion noir sur case blanche c2 · Pion noir sur case noire f2 · Tour noire sur case blanche g2 · Fou noir sur case noire h2 · Cavalier noir sur case noire a1 · Fou blanc sur case noire c1 · Fou noir sur case blanche f1 · Fou blanc sur case blanche h1 | Cavalier blanc sur case noire f6 · Roi blanc sur case noire d4 · Cavalier blanc sur case noire f4 · Pion noir sur case noire h4 · Pion noir sur case blanche b3 · Roi noir sur case blanche f3 · Cavalier noir sur case noire g3 · Tour blanche sur case blanche h3 · Pion blanc sur case noire b2 · Pion noir sur case blanche c2 · Pion noir sur case noire f2 · Tour noire sur case blanche g2 · Fou noir sur case noire h2 · Cavalier noir sur case noire a1 · Fou blanc sur case noire c1 · Fou noir sur case blanche f1 · Fou blanc sur case blanche h1 | Cavalier blanc sur case noire f6 · Roi blanc sur case noire d4 · Cavalier blanc sur case noire f4 · Pion noir sur case noire h4 · Pion noir sur case blanche b3 · Roi noir sur case blanche f3 · Cavalier noir sur case noire g3 · Tour blanche sur case blanche h3 · Pion blanc sur case noire b2 · Pion noir sur case blanche c2 · Pion noir sur case noire f2 · Tour noire sur case blanche g2 · Fou noir sur case noire h2 · Cavalier noir sur case noire a1 · Fou blanc sur case noire c1 · Fou noir sur case blanche f1 · Fou blanc sur case blanche h1 | Cavalier blanc sur case noire f6 · Roi blanc sur case noire d4 · Cavalier blanc sur case noire f4 · Pion noir sur case noire h4 · Pion noir sur case blanche b3 · Roi noir sur case blanche f3 · Cavalier noir sur case noire g3 · Tour blanche sur case blanche h3 · Pion blanc sur case noire b2 · Pion noir sur case blanche c2 · Pion noir sur case noire f2 · Tour noire sur case blanche g2 · Fou noir sur case noire h2 · Cavalier noir sur case noire a1 · Fou blanc sur case noire c1 · Fou noir sur case blanche f1 · Fou blanc sur case blanche h1 | Cavalier blanc sur case noire f6 · Roi blanc sur case noire d4 · Cavalier blanc sur case noire f4 · Pion noir sur case noire h4 · Pion noir sur case blanche b3 · Roi noir sur case blanche f3 · Cavalier noir sur case noire g3 · Tour blanche sur case blanche h3 · Pion blanc sur case noire b2 · Pion noir sur case blanche c2 · Pion noir sur case noire f2 · Tour noire sur case blanche g2 · Fou noir sur case noire h2 · Cavalier noir sur case noire a1 · Fou blanc sur case noire c1 · Fou noir sur case blanche f1 · Fou blanc sur case blanche h1 | Cavalier blanc sur case noire f6 · Roi blanc sur case noire d4 · Cavalier blanc sur case noire f4 · Pion noir sur case noire h4 · Pion noir sur case blanche b3 · Roi noir sur case blanche f3 · Cavalier noir sur case noire g3 · Tour blanche sur case blanche h3 · Pion blanc sur case noire b2 · Pion noir sur case blanche c2 · Pion noir sur case noire f2 · Tour noire sur case blanche g2 · Fou noir sur case noire h2 · Cavalier noir sur case noire a1 · Fou blanc sur case noire c1 · Fou noir sur case blanche f1 · Fou blanc sur case blanche h1 | 4 |
| 3 | Cavalier blanc sur case noire f6 · Roi blanc sur case noire d4 · Cavalier blanc sur case noire f4 · Pion noir sur case noire h4 · Pion noir sur case blanche b3 · Roi noir sur case blanche f3 · Cavalier noir sur case noire g3 · Tour blanche sur case blanche h3 · Pion blanc sur case noire b2 · Pion noir sur case blanche c2 · Pion noir sur case noire f2 · Tour noire sur case blanche g2 · Fou noir sur case noire h2 · Cavalier noir sur case noire a1 · Fou blanc sur case noire c1 · Fou noir sur case blanche f1 · Fou blanc sur case blanche h1 | Cavalier blanc sur case noire f6 · Roi blanc sur case noire d4 · Cavalier blanc sur case noire f4 · Pion noir sur case noire h4 · Pion noir sur case blanche b3 · Roi noir sur case blanche f3 · Cavalier noir sur case noire g3 · Tour blanche sur case blanche h3 · Pion blanc sur case noire b2 · Pion noir sur case blanche c2 · Pion noir sur case noire f2 · Tour noire sur case blanche g2 · Fou noir sur case noire h2 · Cavalier noir sur case noire a1 · Fou blanc sur case noire c1 · Fou noir sur case blanche f1 · Fou blanc sur case blanche h1 | Cavalier blanc sur case noire f6 · Roi blanc sur case noire d4 · Cavalier blanc sur case noire f4 · Pion noir sur case noire h4 · Pion noir sur case blanche b3 · Roi noir sur case blanche f3 · Cavalier noir sur case noire g3 · Tour blanche sur case blanche h3 · Pion blanc sur case noire b2 · Pion noir sur case blanche c2 · Pion noir sur case noire f2 · Tour noire sur case blanche g2 · Fou noir sur case noire h2 · Cavalier noir sur case noire a1 · Fou blanc sur case noire c1 · Fou noir sur case blanche f1 · Fou blanc sur case blanche h1 | Cavalier blanc sur case noire f6 · Roi blanc sur case noire d4 · Cavalier blanc sur case noire f4 · Pion noir sur case noire h4 · Pion noir sur case blanche b3 · Roi noir sur case blanche f3 · Cavalier noir sur case noire g3 · Tour blanche sur case blanche h3 · Pion blanc sur case noire b2 · Pion noir sur case blanche c2 · Pion noir sur case noire f2 · Tour noire sur case blanche g2 · Fou noir sur case noire h2 · Cavalier noir sur case noire a1 · Fou blanc sur case noire c1 · Fou noir sur case blanche f1 · Fou blanc sur case blanche h1 | Cavalier blanc sur case noire f6 · Roi blanc sur case noire d4 · Cavalier blanc sur case noire f4 · Pion noir sur case noire h4 · Pion noir sur case blanche b3 · Roi noir sur case blanche f3 · Cavalier noir sur case noire g3 · Tour blanche sur case blanche h3 · Pion blanc sur case noire b2 · Pion noir sur case blanche c2 · Pion noir sur case noire f2 · Tour noire sur case blanche g2 · Fou noir sur case noire h2 · Cavalier noir sur case noire a1 · Fou blanc sur case noire c1 · Fou noir sur case blanche f1 · Fou blanc sur case blanche h1 | Cavalier blanc sur case noire f6 · Roi blanc sur case noire d4 · Cavalier blanc sur case noire f4 · Pion noir sur case noire h4 · Pion noir sur case blanche b3 · Roi noir sur case blanche f3 · Cavalier noir sur case noire g3 · Tour blanche sur case blanche h3 · Pion blanc sur case noire b2 · Pion noir sur case blanche c2 · Pion noir sur case noire f2 · Tour noire sur case blanche g2 · Fou noir sur case noire h2 · Cavalier noir sur case noire a1 · Fou blanc sur case noire c1 · Fou noir sur case blanche f1 · Fou blanc sur case blanche h1 | Cavalier blanc sur case noire f6 · Roi blanc sur case noire d4 · Cavalier blanc sur case noire f4 · Pion noir sur case noire h4 · Pion noir sur case blanche b3 · Roi noir sur case blanche f3 · Cavalier noir sur case noire g3 · Tour blanche sur case blanche h3 · Pion blanc sur case noire b2 · Pion noir sur case blanche c2 · Pion noir sur case noire f2 · Tour noire sur case blanche g2 · Fou noir sur case noire h2 · Cavalier noir sur case noire a1 · Fou blanc sur case noire c1 · Fou noir sur case blanche f1 · Fou blanc sur case blanche h1 | Cavalier blanc sur case noire f6 · Roi blanc sur case noire d4 · Cavalier blanc sur case noire f4 · Pion noir sur case noire h4 · Pion noir sur case blanche b3 · Roi noir sur case blanche f3 · Cavalier noir sur case noire g3 · Tour blanche sur case blanche h3 · Pion blanc sur case noire b2 · Pion noir sur case blanche c2 · Pion noir sur case noire f2 · Tour noire sur case blanche g2 · Fou noir sur case noire h2 · Cavalier noir sur case noire a1 · Fou blanc sur case noire c1 · Fou noir sur case blanche f1 · Fou blanc sur case blanche h1 | 3 |
| 2 | Cavalier blanc sur case noire f6 · Roi blanc sur case noire d4 · Cavalier blanc sur case noire f4 · Pion noir sur case noire h4 · Pion noir sur case blanche b3 · Roi noir sur case blanche f3 · Cavalier noir sur case noire g3 · Tour blanche sur case blanche h3 · Pion blanc sur case noire b2 · Pion noir sur case blanche c2 · Pion noir sur case noire f2 · Tour noire sur case blanche g2 · Fou noir sur case noire h2 · Cavalier noir sur case noire a1 · Fou blanc sur case noire c1 · Fou noir sur case blanche f1 · Fou blanc sur case blanche h1 | Cavalier blanc sur case noire f6 · Roi blanc sur case noire d4 · Cavalier blanc sur case noire f4 · Pion noir sur case noire h4 · Pion noir sur case blanche b3 · Roi noir sur case blanche f3 · Cavalier noir sur case noire g3 · Tour blanche sur case blanche h3 · Pion blanc sur case noire b2 · Pion noir sur case blanche c2 · Pion noir sur case noire f2 · Tour noire sur case blanche g2 · Fou noir sur case noire h2 · Cavalier noir sur case noire a1 · Fou blanc sur case noire c1 · Fou noir sur case blanche f1 · Fou blanc sur case blanche h1 | Cavalier blanc sur case noire f6 · Roi blanc sur case noire d4 · Cavalier blanc sur case noire f4 · Pion noir sur case noire h4 · Pion noir sur case blanche b3 · Roi noir sur case blanche f3 · Cavalier noir sur case noire g3 · Tour blanche sur case blanche h3 · Pion blanc sur case noire b2 · Pion noir sur case blanche c2 · Pion noir sur case noire f2 · Tour noire sur case blanche g2 · Fou noir sur case noire h2 · Cavalier noir sur case noire a1 · Fou blanc sur case noire c1 · Fou noir sur case blanche f1 · Fou blanc sur case blanche h1 | Cavalier blanc sur case noire f6 · Roi blanc sur case noire d4 · Cavalier blanc sur case noire f4 · Pion noir sur case noire h4 · Pion noir sur case blanche b3 · Roi noir sur case blanche f3 · Cavalier noir sur case noire g3 · Tour blanche sur case blanche h3 · Pion blanc sur case noire b2 · Pion noir sur case blanche c2 · Pion noir sur case noire f2 · Tour noire sur case blanche g2 · Fou noir sur case noire h2 · Cavalier noir sur case noire a1 · Fou blanc sur case noire c1 · Fou noir sur case blanche f1 · Fou blanc sur case blanche h1 | Cavalier blanc sur case noire f6 · Roi blanc sur case noire d4 · Cavalier blanc sur case noire f4 · Pion noir sur case noire h4 · Pion noir sur case blanche b3 · Roi noir sur case blanche f3 · Cavalier noir sur case noire g3 · Tour blanche sur case blanche h3 · Pion blanc sur case noire b2 · Pion noir sur case blanche c2 · Pion noir sur case noire f2 · Tour noire sur case blanche g2 · Fou noir sur case noire h2 · Cavalier noir sur case noire a1 · Fou blanc sur case noire c1 · Fou noir sur case blanche f1 · Fou blanc sur case blanche h1 | Cavalier blanc sur case noire f6 · Roi blanc sur case noire d4 · Cavalier blanc sur case noire f4 · Pion noir sur case noire h4 · Pion noir sur case blanche b3 · Roi noir sur case blanche f3 · Cavalier noir sur case noire g3 · Tour blanche sur case blanche h3 · Pion blanc sur case noire b2 · Pion noir sur case blanche c2 · Pion noir sur case noire f2 · Tour noire sur case blanche g2 · Fou noir sur case noire h2 · Cavalier noir sur case noire a1 · Fou blanc sur case noire c1 · Fou noir sur case blanche f1 · Fou blanc sur case blanche h1 | Cavalier blanc sur case noire f6 · Roi blanc sur case noire d4 · Cavalier blanc sur case noire f4 · Pion noir sur case noire h4 · Pion noir sur case blanche b3 · Roi noir sur case blanche f3 · Cavalier noir sur case noire g3 · Tour blanche sur case blanche h3 · Pion blanc sur case noire b2 · Pion noir sur case blanche c2 · Pion noir sur case noire f2 · Tour noire sur case blanche g2 · Fou noir sur case noire h2 · Cavalier noir sur case noire a1 · Fou blanc sur case noire c1 · Fou noir sur case blanche f1 · Fou blanc sur case blanche h1 | Cavalier blanc sur case noire f6 · Roi blanc sur case noire d4 · Cavalier blanc sur case noire f4 · Pion noir sur case noire h4 · Pion noir sur case blanche b3 · Roi noir sur case blanche f3 · Cavalier noir sur case noire g3 · Tour blanche sur case blanche h3 · Pion blanc sur case noire b2 · Pion noir sur case blanche c2 · Pion noir sur case noire f2 · Tour noire sur case blanche g2 · Fou noir sur case noire h2 · Cavalier noir sur case noire a1 · Fou blanc sur case noire c1 · Fou noir sur case blanche f1 · Fou blanc sur case blanche h1 | 2 |
| 1 | Cavalier blanc sur case noire f6 · Roi blanc sur case noire d4 · Cavalier blanc sur case noire f4 · Pion noir sur case noire h4 · Pion noir sur case blanche b3 · Roi noir sur case blanche f3 · Cavalier noir sur case noire g3 · Tour blanche sur case blanche h3 · Pion blanc sur case noire b2 · Pion noir sur case blanche c2 · Pion noir sur case noire f2 · Tour noire sur case blanche g2 · Fou noir sur case noire h2 · Cavalier noir sur case noire a1 · Fou blanc sur case noire c1 · Fou noir sur case blanche f1 · Fou blanc sur case blanche h1 | Cavalier blanc sur case noire f6 · Roi blanc sur case noire d4 · Cavalier blanc sur case noire f4 · Pion noir sur case noire h4 · Pion noir sur case blanche b3 · Roi noir sur case blanche f3 · Cavalier noir sur case noire g3 · Tour blanche sur case blanche h3 · Pion blanc sur case noire b2 · Pion noir sur case blanche c2 · Pion noir sur case noire f2 · Tour noire sur case blanche g2 · Fou noir sur case noire h2 · Cavalier noir sur case noire a1 · Fou blanc sur case noire c1 · Fou noir sur case blanche f1 · Fou blanc sur case blanche h1 | Cavalier blanc sur case noire f6 · Roi blanc sur case noire d4 · Cavalier blanc sur case noire f4 · Pion noir sur case noire h4 · Pion noir sur case blanche b3 · Roi noir sur case blanche f3 · Cavalier noir sur case noire g3 · Tour blanche sur case blanche h3 · Pion blanc sur case noire b2 · Pion noir sur case blanche c2 · Pion noir sur case noire f2 · Tour noire sur case blanche g2 · Fou noir sur case noire h2 · Cavalier noir sur case noire a1 · Fou blanc sur case noire c1 · Fou noir sur case blanche f1 · Fou blanc sur case blanche h1 | Cavalier blanc sur case noire f6 · Roi blanc sur case noire d4 · Cavalier blanc sur case noire f4 · Pion noir sur case noire h4 · Pion noir sur case blanche b3 · Roi noir sur case blanche f3 · Cavalier noir sur case noire g3 · Tour blanche sur case blanche h3 · Pion blanc sur case noire b2 · Pion noir sur case blanche c2 · Pion noir sur case noire f2 · Tour noire sur case blanche g2 · Fou noir sur case noire h2 · Cavalier noir sur case noire a1 · Fou blanc sur case noire c1 · Fou noir sur case blanche f1 · Fou blanc sur case blanche h1 | Cavalier blanc sur case noire f6 · Roi blanc sur case noire d4 · Cavalier blanc sur case noire f4 · Pion noir sur case noire h4 · Pion noir sur case blanche b3 · Roi noir sur case blanche f3 · Cavalier noir sur case noire g3 · Tour blanche sur case blanche h3 · Pion blanc sur case noire b2 · Pion noir sur case blanche c2 · Pion noir sur case noire f2 · Tour noire sur case blanche g2 · Fou noir sur case noire h2 · Cavalier noir sur case noire a1 · Fou blanc sur case noire c1 · Fou noir sur case blanche f1 · Fou blanc sur case blanche h1 | Cavalier blanc sur case noire f6 · Roi blanc sur case noire d4 · Cavalier blanc sur case noire f4 · Pion noir sur case noire h4 · Pion noir sur case blanche b3 · Roi noir sur case blanche f3 · Cavalier noir sur case noire g3 · Tour blanche sur case blanche h3 · Pion blanc sur case noire b2 · Pion noir sur case blanche c2 · Pion noir sur case noire f2 · Tour noire sur case blanche g2 · Fou noir sur case noire h2 · Cavalier noir sur case noire a1 · Fou blanc sur case noire c1 · Fou noir sur case blanche f1 · Fou blanc sur case blanche h1 | Cavalier blanc sur case noire f6 · Roi blanc sur case noire d4 · Cavalier blanc sur case noire f4 · Pion noir sur case noire h4 · Pion noir sur case blanche b3 · Roi noir sur case blanche f3 · Cavalier noir sur case noire g3 · Tour blanche sur case blanche h3 · Pion blanc sur case noire b2 · Pion noir sur case blanche c2 · Pion noir sur case noire f2 · Tour noire sur case blanche g2 · Fou noir sur case noire h2 · Cavalier noir sur case noire a1 · Fou blanc sur case noire c1 · Fou noir sur case blanche f1 · Fou blanc sur case blanche h1 | Cavalier blanc sur case noire f6 · Roi blanc sur case noire d4 · Cavalier blanc sur case noire f4 · Pion noir sur case noire h4 · Pion noir sur case blanche b3 · Roi noir sur case blanche f3 · Cavalier noir sur case noire g3 · Tour blanche sur case blanche h3 · Pion blanc sur case noire b2 · Pion noir sur case blanche c2 · Pion noir sur case noire f2 · Tour noire sur case blanche g2 · Fou noir sur case noire h2 · Cavalier noir sur case noire a1 · Fou blanc sur case noire c1 · Fou noir sur case blanche f1 · Fou blanc sur case blanche h1 | 1 |
|   | a | b | c | d | e | f | g | h |   |

(problème orthodoxe à analyse rétrograde)
|   | a | b | c | d | e | f | g | h |   |
| 8 | Fou noir sur case noire b8 · Tour blanche sur case noire h8 · Roi noir sur case noire c7 · Pion noir sur case blanche f7 · Pion noir sur case noire g7 · Pion blanc sur case blanche h7 · Pion blanc sur case blanche c6 · Pion noir sur case noire f6 · Pion noir sur case blanche g6 · Pion blanc sur case noire a5 · Pion noir sur case blanche b5 · Roi blanc sur case noire c5 · Pion blanc sur case blanche g4 · Pion blanc sur case noire g3 · Pion noir sur case blanche h3 · Pion blanc sur case blanche e2 · Pion blanc sur case blanche g2 | Fou noir sur case noire b8 · Tour blanche sur case noire h8 · Roi noir sur case noire c7 · Pion noir sur case blanche f7 · Pion noir sur case noire g7 · Pion blanc sur case blanche h7 · Pion blanc sur case blanche c6 · Pion noir sur case noire f6 · Pion noir sur case blanche g6 · Pion blanc sur case noire a5 · Pion noir sur case blanche b5 · Roi blanc sur case noire c5 · Pion blanc sur case blanche g4 · Pion blanc sur case noire g3 · Pion noir sur case blanche h3 · Pion blanc sur case blanche e2 · Pion blanc sur case blanche g2 | Fou noir sur case noire b8 · Tour blanche sur case noire h8 · Roi noir sur case noire c7 · Pion noir sur case blanche f7 · Pion noir sur case noire g7 · Pion blanc sur case blanche h7 · Pion blanc sur case blanche c6 · Pion noir sur case noire f6 · Pion noir sur case blanche g6 · Pion blanc sur case noire a5 · Pion noir sur case blanche b5 · Roi blanc sur case noire c5 · Pion blanc sur case blanche g4 · Pion blanc sur case noire g3 · Pion noir sur case blanche h3 · Pion blanc sur case blanche e2 · Pion blanc sur case blanche g2 | Fou noir sur case noire b8 · Tour blanche sur case noire h8 · Roi noir sur case noire c7 · Pion noir sur case blanche f7 · Pion noir sur case noire g7 · Pion blanc sur case blanche h7 · Pion blanc sur case blanche c6 · Pion noir sur case noire f6 · Pion noir sur case blanche g6 · Pion blanc sur case noire a5 · Pion noir sur case blanche b5 · Roi blanc sur case noire c5 · Pion blanc sur case blanche g4 · Pion blanc sur case noire g3 · Pion noir sur case blanche h3 · Pion blanc sur case blanche e2 · Pion blanc sur case blanche g2 | Fou noir sur case noire b8 · Tour blanche sur case noire h8 · Roi noir sur case noire c7 · Pion noir sur case blanche f7 · Pion noir sur case noire g7 · Pion blanc sur case blanche h7 · Pion blanc sur case blanche c6 · Pion noir sur case noire f6 · Pion noir sur case blanche g6 · Pion blanc sur case noire a5 · Pion noir sur case blanche b5 · Roi blanc sur case noire c5 · Pion blanc sur case blanche g4 · Pion blanc sur case noire g3 · Pion noir sur case blanche h3 · Pion blanc sur case blanche e2 · Pion blanc sur case blanche g2 | Fou noir sur case noire b8 · Tour blanche sur case noire h8 · Roi noir sur case noire c7 · Pion noir sur case blanche f7 · Pion noir sur case noire g7 · Pion blanc sur case blanche h7 · Pion blanc sur case blanche c6 · Pion noir sur case noire f6 · Pion noir sur case blanche g6 · Pion blanc sur case noire a5 · Pion noir sur case blanche b5 · Roi blanc sur case noire c5 · Pion blanc sur case blanche g4 · Pion blanc sur case noire g3 · Pion noir sur case blanche h3 · Pion blanc sur case blanche e2 · Pion blanc sur case blanche g2 | Fou noir sur case noire b8 · Tour blanche sur case noire h8 · Roi noir sur case noire c7 · Pion noir sur case blanche f7 · Pion noir sur case noire g7 · Pion blanc sur case blanche h7 · Pion blanc sur case blanche c6 · Pion noir sur case noire f6 · Pion noir sur case blanche g6 · Pion blanc sur case noire a5 · Pion noir sur case blanche b5 · Roi blanc sur case noire c5 · Pion blanc sur case blanche g4 · Pion blanc sur case noire g3 · Pion noir sur case blanche h3 · Pion blanc sur case blanche e2 · Pion blanc sur case blanche g2 | Fou noir sur case noire b8 · Tour blanche sur case noire h8 · Roi noir sur case noire c7 · Pion noir sur case blanche f7 · Pion noir sur case noire g7 · Pion blanc sur case blanche h7 · Pion blanc sur case blanche c6 · Pion noir sur case noire f6 · Pion noir sur case blanche g6 · Pion blanc sur case noire a5 · Pion noir sur case blanche b5 · Roi blanc sur case noire c5 · Pion blanc sur case blanche g4 · Pion blanc sur case noire g3 · Pion noir sur case blanche h3 · Pion blanc sur case blanche e2 · Pion blanc sur case blanche g2 | 8 |
| 7 | Fou noir sur case noire b8 · Tour blanche sur case noire h8 · Roi noir sur case noire c7 · Pion noir sur case blanche f7 · Pion noir sur case noire g7 · Pion blanc sur case blanche h7 · Pion blanc sur case blanche c6 · Pion noir sur case noire f6 · Pion noir sur case blanche g6 · Pion blanc sur case noire a5 · Pion noir sur case blanche b5 · Roi blanc sur case noire c5 · Pion blanc sur case blanche g4 · Pion blanc sur case noire g3 · Pion noir sur case blanche h3 · Pion blanc sur case blanche e2 · Pion blanc sur case blanche g2 | Fou noir sur case noire b8 · Tour blanche sur case noire h8 · Roi noir sur case noire c7 · Pion noir sur case blanche f7 · Pion noir sur case noire g7 · Pion blanc sur case blanche h7 · Pion blanc sur case blanche c6 · Pion noir sur case noire f6 · Pion noir sur case blanche g6 · Pion blanc sur case noire a5 · Pion noir sur case blanche b5 · Roi blanc sur case noire c5 · Pion blanc sur case blanche g4 · Pion blanc sur case noire g3 · Pion noir sur case blanche h3 · Pion blanc sur case blanche e2 · Pion blanc sur case blanche g2 | Fou noir sur case noire b8 · Tour blanche sur case noire h8 · Roi noir sur case noire c7 · Pion noir sur case blanche f7 · Pion noir sur case noire g7 · Pion blanc sur case blanche h7 · Pion blanc sur case blanche c6 · Pion noir sur case noire f6 · Pion noir sur case blanche g6 · Pion blanc sur case noire a5 · Pion noir sur case blanche b5 · Roi blanc sur case noire c5 · Pion blanc sur case blanche g4 · Pion blanc sur case noire g3 · Pion noir sur case blanche h3 · Pion blanc sur case blanche e2 · Pion blanc sur case blanche g2 | Fou noir sur case noire b8 · Tour blanche sur case noire h8 · Roi noir sur case noire c7 · Pion noir sur case blanche f7 · Pion noir sur case noire g7 · Pion blanc sur case blanche h7 · Pion blanc sur case blanche c6 · Pion noir sur case noire f6 · Pion noir sur case blanche g6 · Pion blanc sur case noire a5 · Pion noir sur case blanche b5 · Roi blanc sur case noire c5 · Pion blanc sur case blanche g4 · Pion blanc sur case noire g3 · Pion noir sur case blanche h3 · Pion blanc sur case blanche e2 · Pion blanc sur case blanche g2 | Fou noir sur case noire b8 · Tour blanche sur case noire h8 · Roi noir sur case noire c7 · Pion noir sur case blanche f7 · Pion noir sur case noire g7 · Pion blanc sur case blanche h7 · Pion blanc sur case blanche c6 · Pion noir sur case noire f6 · Pion noir sur case blanche g6 · Pion blanc sur case noire a5 · Pion noir sur case blanche b5 · Roi blanc sur case noire c5 · Pion blanc sur case blanche g4 · Pion blanc sur case noire g3 · Pion noir sur case blanche h3 · Pion blanc sur case blanche e2 · Pion blanc sur case blanche g2 | Fou noir sur case noire b8 · Tour blanche sur case noire h8 · Roi noir sur case noire c7 · Pion noir sur case blanche f7 · Pion noir sur case noire g7 · Pion blanc sur case blanche h7 · Pion blanc sur case blanche c6 · Pion noir sur case noire f6 · Pion noir sur case blanche g6 · Pion blanc sur case noire a5 · Pion noir sur case blanche b5 · Roi blanc sur case noire c5 · Pion blanc sur case blanche g4 · Pion blanc sur case noire g3 · Pion noir sur case blanche h3 · Pion blanc sur case blanche e2 · Pion blanc sur case blanche g2 | Fou noir sur case noire b8 · Tour blanche sur case noire h8 · Roi noir sur case noire c7 · Pion noir sur case blanche f7 · Pion noir sur case noire g7 · Pion blanc sur case blanche h7 · Pion blanc sur case blanche c6 · Pion noir sur case noire f6 · Pion noir sur case blanche g6 · Pion blanc sur case noire a5 · Pion noir sur case blanche b5 · Roi blanc sur case noire c5 · Pion blanc sur case blanche g4 · Pion blanc sur case noire g3 · Pion noir sur case blanche h3 · Pion blanc sur case blanche e2 · Pion blanc sur case blanche g2 | Fou noir sur case noire b8 · Tour blanche sur case noire h8 · Roi noir sur case noire c7 · Pion noir sur case blanche f7 · Pion noir sur case noire g7 · Pion blanc sur case blanche h7 · Pion blanc sur case blanche c6 · Pion noir sur case noire f6 · Pion noir sur case blanche g6 · Pion blanc sur case noire a5 · Pion noir sur case blanche b5 · Roi blanc sur case noire c5 · Pion blanc sur case blanche g4 · Pion blanc sur case noire g3 · Pion noir sur case blanche h3 · Pion blanc sur case blanche e2 · Pion blanc sur case blanche g2 | 7 |
| 6 | Fou noir sur case noire b8 · Tour blanche sur case noire h8 · Roi noir sur case noire c7 · Pion noir sur case blanche f7 · Pion noir sur case noire g7 · Pion blanc sur case blanche h7 · Pion blanc sur case blanche c6 · Pion noir sur case noire f6 · Pion noir sur case blanche g6 · Pion blanc sur case noire a5 · Pion noir sur case blanche b5 · Roi blanc sur case noire c5 · Pion blanc sur case blanche g4 · Pion blanc sur case noire g3 · Pion noir sur case blanche h3 · Pion blanc sur case blanche e2 · Pion blanc sur case blanche g2 | Fou noir sur case noire b8 · Tour blanche sur case noire h8 · Roi noir sur case noire c7 · Pion noir sur case blanche f7 · Pion noir sur case noire g7 · Pion blanc sur case blanche h7 · Pion blanc sur case blanche c6 · Pion noir sur case noire f6 · Pion noir sur case blanche g6 · Pion blanc sur case noire a5 · Pion noir sur case blanche b5 · Roi blanc sur case noire c5 · Pion blanc sur case blanche g4 · Pion blanc sur case noire g3 · Pion noir sur case blanche h3 · Pion blanc sur case blanche e2 · Pion blanc sur case blanche g2 | Fou noir sur case noire b8 · Tour blanche sur case noire h8 · Roi noir sur case noire c7 · Pion noir sur case blanche f7 · Pion noir sur case noire g7 · Pion blanc sur case blanche h7 · Pion blanc sur case blanche c6 · Pion noir sur case noire f6 · Pion noir sur case blanche g6 · Pion blanc sur case noire a5 · Pion noir sur case blanche b5 · Roi blanc sur case noire c5 · Pion blanc sur case blanche g4 · Pion blanc sur case noire g3 · Pion noir sur case blanche h3 · Pion blanc sur case blanche e2 · Pion blanc sur case blanche g2 | Fou noir sur case noire b8 · Tour blanche sur case noire h8 · Roi noir sur case noire c7 · Pion noir sur case blanche f7 · Pion noir sur case noire g7 · Pion blanc sur case blanche h7 · Pion blanc sur case blanche c6 · Pion noir sur case noire f6 · Pion noir sur case blanche g6 · Pion blanc sur case noire a5 · Pion noir sur case blanche b5 · Roi blanc sur case noire c5 · Pion blanc sur case blanche g4 · Pion blanc sur case noire g3 · Pion noir sur case blanche h3 · Pion blanc sur case blanche e2 · Pion blanc sur case blanche g2 | Fou noir sur case noire b8 · Tour blanche sur case noire h8 · Roi noir sur case noire c7 · Pion noir sur case blanche f7 · Pion noir sur case noire g7 · Pion blanc sur case blanche h7 · Pion blanc sur case blanche c6 · Pion noir sur case noire f6 · Pion noir sur case blanche g6 · Pion blanc sur case noire a5 · Pion noir sur case blanche b5 · Roi blanc sur case noire c5 · Pion blanc sur case blanche g4 · Pion blanc sur case noire g3 · Pion noir sur case blanche h3 · Pion blanc sur case blanche e2 · Pion blanc sur case blanche g2 | Fou noir sur case noire b8 · Tour blanche sur case noire h8 · Roi noir sur case noire c7 · Pion noir sur case blanche f7 · Pion noir sur case noire g7 · Pion blanc sur case blanche h7 · Pion blanc sur case blanche c6 · Pion noir sur case noire f6 · Pion noir sur case blanche g6 · Pion blanc sur case noire a5 · Pion noir sur case blanche b5 · Roi blanc sur case noire c5 · Pion blanc sur case blanche g4 · Pion blanc sur case noire g3 · Pion noir sur case blanche h3 · Pion blanc sur case blanche e2 · Pion blanc sur case blanche g2 | Fou noir sur case noire b8 · Tour blanche sur case noire h8 · Roi noir sur case noire c7 · Pion noir sur case blanche f7 · Pion noir sur case noire g7 · Pion blanc sur case blanche h7 · Pion blanc sur case blanche c6 · Pion noir sur case noire f6 · Pion noir sur case blanche g6 · Pion blanc sur case noire a5 · Pion noir sur case blanche b5 · Roi blanc sur case noire c5 · Pion blanc sur case blanche g4 · Pion blanc sur case noire g3 · Pion noir sur case blanche h3 · Pion blanc sur case blanche e2 · Pion blanc sur case blanche g2 | Fou noir sur case noire b8 · Tour blanche sur case noire h8 · Roi noir sur case noire c7 · Pion noir sur case blanche f7 · Pion noir sur case noire g7 · Pion blanc sur case blanche h7 · Pion blanc sur case blanche c6 · Pion noir sur case noire f6 · Pion noir sur case blanche g6 · Pion blanc sur case noire a5 · Pion noir sur case blanche b5 · Roi blanc sur case noire c5 · Pion blanc sur case blanche g4 · Pion blanc sur case noire g3 · Pion noir sur case blanche h3 · Pion blanc sur case blanche e2 · Pion blanc sur case blanche g2 | 6 |
| 5 | Fou noir sur case noire b8 · Tour blanche sur case noire h8 · Roi noir sur case noire c7 · Pion noir sur case blanche f7 · Pion noir sur case noire g7 · Pion blanc sur case blanche h7 · Pion blanc sur case blanche c6 · Pion noir sur case noire f6 · Pion noir sur case blanche g6 · Pion blanc sur case noire a5 · Pion noir sur case blanche b5 · Roi blanc sur case noire c5 · Pion blanc sur case blanche g4 · Pion blanc sur case noire g3 · Pion noir sur case blanche h3 · Pion blanc sur case blanche e2 · Pion blanc sur case blanche g2 | Fou noir sur case noire b8 · Tour blanche sur case noire h8 · Roi noir sur case noire c7 · Pion noir sur case blanche f7 · Pion noir sur case noire g7 · Pion blanc sur case blanche h7 · Pion blanc sur case blanche c6 · Pion noir sur case noire f6 · Pion noir sur case blanche g6 · Pion blanc sur case noire a5 · Pion noir sur case blanche b5 · Roi blanc sur case noire c5 · Pion blanc sur case blanche g4 · Pion blanc sur case noire g3 · Pion noir sur case blanche h3 · Pion blanc sur case blanche e2 · Pion blanc sur case blanche g2 | Fou noir sur case noire b8 · Tour blanche sur case noire h8 · Roi noir sur case noire c7 · Pion noir sur case blanche f7 · Pion noir sur case noire g7 · Pion blanc sur case blanche h7 · Pion blanc sur case blanche c6 · Pion noir sur case noire f6 · Pion noir sur case blanche g6 · Pion blanc sur case noire a5 · Pion noir sur case blanche b5 · Roi blanc sur case noire c5 · Pion blanc sur case blanche g4 · Pion blanc sur case noire g3 · Pion noir sur case blanche h3 · Pion blanc sur case blanche e2 · Pion blanc sur case blanche g2 | Fou noir sur case noire b8 · Tour blanche sur case noire h8 · Roi noir sur case noire c7 · Pion noir sur case blanche f7 · Pion noir sur case noire g7 · Pion blanc sur case blanche h7 · Pion blanc sur case blanche c6 · Pion noir sur case noire f6 · Pion noir sur case blanche g6 · Pion blanc sur case noire a5 · Pion noir sur case blanche b5 · Roi blanc sur case noire c5 · Pion blanc sur case blanche g4 · Pion blanc sur case noire g3 · Pion noir sur case blanche h3 · Pion blanc sur case blanche e2 · Pion blanc sur case blanche g2 | Fou noir sur case noire b8 · Tour blanche sur case noire h8 · Roi noir sur case noire c7 · Pion noir sur case blanche f7 · Pion noir sur case noire g7 · Pion blanc sur case blanche h7 · Pion blanc sur case blanche c6 · Pion noir sur case noire f6 · Pion noir sur case blanche g6 · Pion blanc sur case noire a5 · Pion noir sur case blanche b5 · Roi blanc sur case noire c5 · Pion blanc sur case blanche g4 · Pion blanc sur case noire g3 · Pion noir sur case blanche h3 · Pion blanc sur case blanche e2 · Pion blanc sur case blanche g2 | Fou noir sur case noire b8 · Tour blanche sur case noire h8 · Roi noir sur case noire c7 · Pion noir sur case blanche f7 · Pion noir sur case noire g7 · Pion blanc sur case blanche h7 · Pion blanc sur case blanche c6 · Pion noir sur case noire f6 · Pion noir sur case blanche g6 · Pion blanc sur case noire a5 · Pion noir sur case blanche b5 · Roi blanc sur case noire c5 · Pion blanc sur case blanche g4 · Pion blanc sur case noire g3 · Pion noir sur case blanche h3 · Pion blanc sur case blanche e2 · Pion blanc sur case blanche g2 | Fou noir sur case noire b8 · Tour blanche sur case noire h8 · Roi noir sur case noire c7 · Pion noir sur case blanche f7 · Pion noir sur case noire g7 · Pion blanc sur case blanche h7 · Pion blanc sur case blanche c6 · Pion noir sur case noire f6 · Pion noir sur case blanche g6 · Pion blanc sur case noire a5 · Pion noir sur case blanche b5 · Roi blanc sur case noire c5 · Pion blanc sur case blanche g4 · Pion blanc sur case noire g3 · Pion noir sur case blanche h3 · Pion blanc sur case blanche e2 · Pion blanc sur case blanche g2 | Fou noir sur case noire b8 · Tour blanche sur case noire h8 · Roi noir sur case noire c7 · Pion noir sur case blanche f7 · Pion noir sur case noire g7 · Pion blanc sur case blanche h7 · Pion blanc sur case blanche c6 · Pion noir sur case noire f6 · Pion noir sur case blanche g6 · Pion blanc sur case noire a5 · Pion noir sur case blanche b5 · Roi blanc sur case noire c5 · Pion blanc sur case blanche g4 · Pion blanc sur case noire g3 · Pion noir sur case blanche h3 · Pion blanc sur case blanche e2 · Pion blanc sur case blanche g2 | 5 |
| 4 | Fou noir sur case noire b8 · Tour blanche sur case noire h8 · Roi noir sur case noire c7 · Pion noir sur case blanche f7 · Pion noir sur case noire g7 · Pion blanc sur case blanche h7 · Pion blanc sur case blanche c6 · Pion noir sur case noire f6 · Pion noir sur case blanche g6 · Pion blanc sur case noire a5 · Pion noir sur case blanche b5 · Roi blanc sur case noire c5 · Pion blanc sur case blanche g4 · Pion blanc sur case noire g3 · Pion noir sur case blanche h3 · Pion blanc sur case blanche e2 · Pion blanc sur case blanche g2 | Fou noir sur case noire b8 · Tour blanche sur case noire h8 · Roi noir sur case noire c7 · Pion noir sur case blanche f7 · Pion noir sur case noire g7 · Pion blanc sur case blanche h7 · Pion blanc sur case blanche c6 · Pion noir sur case noire f6 · Pion noir sur case blanche g6 · Pion blanc sur case noire a5 · Pion noir sur case blanche b5 · Roi blanc sur case noire c5 · Pion blanc sur case blanche g4 · Pion blanc sur case noire g3 · Pion noir sur case blanche h3 · Pion blanc sur case blanche e2 · Pion blanc sur case blanche g2 | Fou noir sur case noire b8 · Tour blanche sur case noire h8 · Roi noir sur case noire c7 · Pion noir sur case blanche f7 · Pion noir sur case noire g7 · Pion blanc sur case blanche h7 · Pion blanc sur case blanche c6 · Pion noir sur case noire f6 · Pion noir sur case blanche g6 · Pion blanc sur case noire a5 · Pion noir sur case blanche b5 · Roi blanc sur case noire c5 · Pion blanc sur case blanche g4 · Pion blanc sur case noire g3 · Pion noir sur case blanche h3 · Pion blanc sur case blanche e2 · Pion blanc sur case blanche g2 | Fou noir sur case noire b8 · Tour blanche sur case noire h8 · Roi noir sur case noire c7 · Pion noir sur case blanche f7 · Pion noir sur case noire g7 · Pion blanc sur case blanche h7 · Pion blanc sur case blanche c6 · Pion noir sur case noire f6 · Pion noir sur case blanche g6 · Pion blanc sur case noire a5 · Pion noir sur case blanche b5 · Roi blanc sur case noire c5 · Pion blanc sur case blanche g4 · Pion blanc sur case noire g3 · Pion noir sur case blanche h3 · Pion blanc sur case blanche e2 · Pion blanc sur case blanche g2 | Fou noir sur case noire b8 · Tour blanche sur case noire h8 · Roi noir sur case noire c7 · Pion noir sur case blanche f7 · Pion noir sur case noire g7 · Pion blanc sur case blanche h7 · Pion blanc sur case blanche c6 · Pion noir sur case noire f6 · Pion noir sur case blanche g6 · Pion blanc sur case noire a5 · Pion noir sur case blanche b5 · Roi blanc sur case noire c5 · Pion blanc sur case blanche g4 · Pion blanc sur case noire g3 · Pion noir sur case blanche h3 · Pion blanc sur case blanche e2 · Pion blanc sur case blanche g2 | Fou noir sur case noire b8 · Tour blanche sur case noire h8 · Roi noir sur case noire c7 · Pion noir sur case blanche f7 · Pion noir sur case noire g7 · Pion blanc sur case blanche h7 · Pion blanc sur case blanche c6 · Pion noir sur case noire f6 · Pion noir sur case blanche g6 · Pion blanc sur case noire a5 · Pion noir sur case blanche b5 · Roi blanc sur case noire c5 · Pion blanc sur case blanche g4 · Pion blanc sur case noire g3 · Pion noir sur case blanche h3 · Pion blanc sur case blanche e2 · Pion blanc sur case blanche g2 | Fou noir sur case noire b8 · Tour blanche sur case noire h8 · Roi noir sur case noire c7 · Pion noir sur case blanche f7 · Pion noir sur case noire g7 · Pion blanc sur case blanche h7 · Pion blanc sur case blanche c6 · Pion noir sur case noire f6 · Pion noir sur case blanche g6 · Pion blanc sur case noire a5 · Pion noir sur case blanche b5 · Roi blanc sur case noire c5 · Pion blanc sur case blanche g4 · Pion blanc sur case noire g3 · Pion noir sur case blanche h3 · Pion blanc sur case blanche e2 · Pion blanc sur case blanche g2 | Fou noir sur case noire b8 · Tour blanche sur case noire h8 · Roi noir sur case noire c7 · Pion noir sur case blanche f7 · Pion noir sur case noire g7 · Pion blanc sur case blanche h7 · Pion blanc sur case blanche c6 · Pion noir sur case noire f6 · Pion noir sur case blanche g6 · Pion blanc sur case noire a5 · Pion noir sur case blanche b5 · Roi blanc sur case noire c5 · Pion blanc sur case blanche g4 · Pion blanc sur case noire g3 · Pion noir sur case blanche h3 · Pion blanc sur case blanche e2 · Pion blanc sur case blanche g2 | 4 |
| 3 | Fou noir sur case noire b8 · Tour blanche sur case noire h8 · Roi noir sur case noire c7 · Pion noir sur case blanche f7 · Pion noir sur case noire g7 · Pion blanc sur case blanche h7 · Pion blanc sur case blanche c6 · Pion noir sur case noire f6 · Pion noir sur case blanche g6 · Pion blanc sur case noire a5 · Pion noir sur case blanche b5 · Roi blanc sur case noire c5 · Pion blanc sur case blanche g4 · Pion blanc sur case noire g3 · Pion noir sur case blanche h3 · Pion blanc sur case blanche e2 · Pion blanc sur case blanche g2 | Fou noir sur case noire b8 · Tour blanche sur case noire h8 · Roi noir sur case noire c7 · Pion noir sur case blanche f7 · Pion noir sur case noire g7 · Pion blanc sur case blanche h7 · Pion blanc sur case blanche c6 · Pion noir sur case noire f6 · Pion noir sur case blanche g6 · Pion blanc sur case noire a5 · Pion noir sur case blanche b5 · Roi blanc sur case noire c5 · Pion blanc sur case blanche g4 · Pion blanc sur case noire g3 · Pion noir sur case blanche h3 · Pion blanc sur case blanche e2 · Pion blanc sur case blanche g2 | Fou noir sur case noire b8 · Tour blanche sur case noire h8 · Roi noir sur case noire c7 · Pion noir sur case blanche f7 · Pion noir sur case noire g7 · Pion blanc sur case blanche h7 · Pion blanc sur case blanche c6 · Pion noir sur case noire f6 · Pion noir sur case blanche g6 · Pion blanc sur case noire a5 · Pion noir sur case blanche b5 · Roi blanc sur case noire c5 · Pion blanc sur case blanche g4 · Pion blanc sur case noire g3 · Pion noir sur case blanche h3 · Pion blanc sur case blanche e2 · Pion blanc sur case blanche g2 | Fou noir sur case noire b8 · Tour blanche sur case noire h8 · Roi noir sur case noire c7 · Pion noir sur case blanche f7 · Pion noir sur case noire g7 · Pion blanc sur case blanche h7 · Pion blanc sur case blanche c6 · Pion noir sur case noire f6 · Pion noir sur case blanche g6 · Pion blanc sur case noire a5 · Pion noir sur case blanche b5 · Roi blanc sur case noire c5 · Pion blanc sur case blanche g4 · Pion blanc sur case noire g3 · Pion noir sur case blanche h3 · Pion blanc sur case blanche e2 · Pion blanc sur case blanche g2 | Fou noir sur case noire b8 · Tour blanche sur case noire h8 · Roi noir sur case noire c7 · Pion noir sur case blanche f7 · Pion noir sur case noire g7 · Pion blanc sur case blanche h7 · Pion blanc sur case blanche c6 · Pion noir sur case noire f6 · Pion noir sur case blanche g6 · Pion blanc sur case noire a5 · Pion noir sur case blanche b5 · Roi blanc sur case noire c5 · Pion blanc sur case blanche g4 · Pion blanc sur case noire g3 · Pion noir sur case blanche h3 · Pion blanc sur case blanche e2 · Pion blanc sur case blanche g2 | Fou noir sur case noire b8 · Tour blanche sur case noire h8 · Roi noir sur case noire c7 · Pion noir sur case blanche f7 · Pion noir sur case noire g7 · Pion blanc sur case blanche h7 · Pion blanc sur case blanche c6 · Pion noir sur case noire f6 · Pion noir sur case blanche g6 · Pion blanc sur case noire a5 · Pion noir sur case blanche b5 · Roi blanc sur case noire c5 · Pion blanc sur case blanche g4 · Pion blanc sur case noire g3 · Pion noir sur case blanche h3 · Pion blanc sur case blanche e2 · Pion blanc sur case blanche g2 | Fou noir sur case noire b8 · Tour blanche sur case noire h8 · Roi noir sur case noire c7 · Pion noir sur case blanche f7 · Pion noir sur case noire g7 · Pion blanc sur case blanche h7 · Pion blanc sur case blanche c6 · Pion noir sur case noire f6 · Pion noir sur case blanche g6 · Pion blanc sur case noire a5 · Pion noir sur case blanche b5 · Roi blanc sur case noire c5 · Pion blanc sur case blanche g4 · Pion blanc sur case noire g3 · Pion noir sur case blanche h3 · Pion blanc sur case blanche e2 · Pion blanc sur case blanche g2 | Fou noir sur case noire b8 · Tour blanche sur case noire h8 · Roi noir sur case noire c7 · Pion noir sur case blanche f7 · Pion noir sur case noire g7 · Pion blanc sur case blanche h7 · Pion blanc sur case blanche c6 · Pion noir sur case noire f6 · Pion noir sur case blanche g6 · Pion blanc sur case noire a5 · Pion noir sur case blanche b5 · Roi blanc sur case noire c5 · Pion blanc sur case blanche g4 · Pion blanc sur case noire g3 · Pion noir sur case blanche h3 · Pion blanc sur case blanche e2 · Pion blanc sur case blanche g2 | 3 |
| 2 | Fou noir sur case noire b8 · Tour blanche sur case noire h8 · Roi noir sur case noire c7 · Pion noir sur case blanche f7 · Pion noir sur case noire g7 · Pion blanc sur case blanche h7 · Pion blanc sur case blanche c6 · Pion noir sur case noire f6 · Pion noir sur case blanche g6 · Pion blanc sur case noire a5 · Pion noir sur case blanche b5 · Roi blanc sur case noire c5 · Pion blanc sur case blanche g4 · Pion blanc sur case noire g3 · Pion noir sur case blanche h3 · Pion blanc sur case blanche e2 · Pion blanc sur case blanche g2 | Fou noir sur case noire b8 · Tour blanche sur case noire h8 · Roi noir sur case noire c7 · Pion noir sur case blanche f7 · Pion noir sur case noire g7 · Pion blanc sur case blanche h7 · Pion blanc sur case blanche c6 · Pion noir sur case noire f6 · Pion noir sur case blanche g6 · Pion blanc sur case noire a5 · Pion noir sur case blanche b5 · Roi blanc sur case noire c5 · Pion blanc sur case blanche g4 · Pion blanc sur case noire g3 · Pion noir sur case blanche h3 · Pion blanc sur case blanche e2 · Pion blanc sur case blanche g2 | Fou noir sur case noire b8 · Tour blanche sur case noire h8 · Roi noir sur case noire c7 · Pion noir sur case blanche f7 · Pion noir sur case noire g7 · Pion blanc sur case blanche h7 · Pion blanc sur case blanche c6 · Pion noir sur case noire f6 · Pion noir sur case blanche g6 · Pion blanc sur case noire a5 · Pion noir sur case blanche b5 · Roi blanc sur case noire c5 · Pion blanc sur case blanche g4 · Pion blanc sur case noire g3 · Pion noir sur case blanche h3 · Pion blanc sur case blanche e2 · Pion blanc sur case blanche g2 | Fou noir sur case noire b8 · Tour blanche sur case noire h8 · Roi noir sur case noire c7 · Pion noir sur case blanche f7 · Pion noir sur case noire g7 · Pion blanc sur case blanche h7 · Pion blanc sur case blanche c6 · Pion noir sur case noire f6 · Pion noir sur case blanche g6 · Pion blanc sur case noire a5 · Pion noir sur case blanche b5 · Roi blanc sur case noire c5 · Pion blanc sur case blanche g4 · Pion blanc sur case noire g3 · Pion noir sur case blanche h3 · Pion blanc sur case blanche e2 · Pion blanc sur case blanche g2 | Fou noir sur case noire b8 · Tour blanche sur case noire h8 · Roi noir sur case noire c7 · Pion noir sur case blanche f7 · Pion noir sur case noire g7 · Pion blanc sur case blanche h7 · Pion blanc sur case blanche c6 · Pion noir sur case noire f6 · Pion noir sur case blanche g6 · Pion blanc sur case noire a5 · Pion noir sur case blanche b5 · Roi blanc sur case noire c5 · Pion blanc sur case blanche g4 · Pion blanc sur case noire g3 · Pion noir sur case blanche h3 · Pion blanc sur case blanche e2 · Pion blanc sur case blanche g2 | Fou noir sur case noire b8 · Tour blanche sur case noire h8 · Roi noir sur case noire c7 · Pion noir sur case blanche f7 · Pion noir sur case noire g7 · Pion blanc sur case blanche h7 · Pion blanc sur case blanche c6 · Pion noir sur case noire f6 · Pion noir sur case blanche g6 · Pion blanc sur case noire a5 · Pion noir sur case blanche b5 · Roi blanc sur case noire c5 · Pion blanc sur case blanche g4 · Pion blanc sur case noire g3 · Pion noir sur case blanche h3 · Pion blanc sur case blanche e2 · Pion blanc sur case blanche g2 | Fou noir sur case noire b8 · Tour blanche sur case noire h8 · Roi noir sur case noire c7 · Pion noir sur case blanche f7 · Pion noir sur case noire g7 · Pion blanc sur case blanche h7 · Pion blanc sur case blanche c6 · Pion noir sur case noire f6 · Pion noir sur case blanche g6 · Pion blanc sur case noire a5 · Pion noir sur case blanche b5 · Roi blanc sur case noire c5 · Pion blanc sur case blanche g4 · Pion blanc sur case noire g3 · Pion noir sur case blanche h3 · Pion blanc sur case blanche e2 · Pion blanc sur case blanche g2 | Fou noir sur case noire b8 · Tour blanche sur case noire h8 · Roi noir sur case noire c7 · Pion noir sur case blanche f7 · Pion noir sur case noire g7 · Pion blanc sur case blanche h7 · Pion blanc sur case blanche c6 · Pion noir sur case noire f6 · Pion noir sur case blanche g6 · Pion blanc sur case noire a5 · Pion noir sur case blanche b5 · Roi blanc sur case noire c5 · Pion blanc sur case blanche g4 · Pion blanc sur case noire g3 · Pion noir sur case blanche h3 · Pion blanc sur case blanche e2 · Pion blanc sur case blanche g2 | 2 |
| 1 | Fou noir sur case noire b8 · Tour blanche sur case noire h8 · Roi noir sur case noire c7 · Pion noir sur case blanche f7 · Pion noir sur case noire g7 · Pion blanc sur case blanche h7 · Pion blanc sur case blanche c6 · Pion noir sur case noire f6 · Pion noir sur case blanche g6 · Pion blanc sur case noire a5 · Pion noir sur case blanche b5 · Roi blanc sur case noire c5 · Pion blanc sur case blanche g4 · Pion blanc sur case noire g3 · Pion noir sur case blanche h3 · Pion blanc sur case blanche e2 · Pion blanc sur case blanche g2 | Fou noir sur case noire b8 · Tour blanche sur case noire h8 · Roi noir sur case noire c7 · Pion noir sur case blanche f7 · Pion noir sur case noire g7 · Pion blanc sur case blanche h7 · Pion blanc sur case blanche c6 · Pion noir sur case noire f6 · Pion noir sur case blanche g6 · Pion blanc sur case noire a5 · Pion noir sur case blanche b5 · Roi blanc sur case noire c5 · Pion blanc sur case blanche g4 · Pion blanc sur case noire g3 · Pion noir sur case blanche h3 · Pion blanc sur case blanche e2 · Pion blanc sur case blanche g2 | Fou noir sur case noire b8 · Tour blanche sur case noire h8 · Roi noir sur case noire c7 · Pion noir sur case blanche f7 · Pion noir sur case noire g7 · Pion blanc sur case blanche h7 · Pion blanc sur case blanche c6 · Pion noir sur case noire f6 · Pion noir sur case blanche g6 · Pion blanc sur case noire a5 · Pion noir sur case blanche b5 · Roi blanc sur case noire c5 · Pion blanc sur case blanche g4 · Pion blanc sur case noire g3 · Pion noir sur case blanche h3 · Pion blanc sur case blanche e2 · Pion blanc sur case blanche g2 | Fou noir sur case noire b8 · Tour blanche sur case noire h8 · Roi noir sur case noire c7 · Pion noir sur case blanche f7 · Pion noir sur case noire g7 · Pion blanc sur case blanche h7 · Pion blanc sur case blanche c6 · Pion noir sur case noire f6 · Pion noir sur case blanche g6 · Pion blanc sur case noire a5 · Pion noir sur case blanche b5 · Roi blanc sur case noire c5 · Pion blanc sur case blanche g4 · Pion blanc sur case noire g3 · Pion noir sur case blanche h3 · Pion blanc sur case blanche e2 · Pion blanc sur case blanche g2 | Fou noir sur case noire b8 · Tour blanche sur case noire h8 · Roi noir sur case noire c7 · Pion noir sur case blanche f7 · Pion noir sur case noire g7 · Pion blanc sur case blanche h7 · Pion blanc sur case blanche c6 · Pion noir sur case noire f6 · Pion noir sur case blanche g6 · Pion blanc sur case noire a5 · Pion noir sur case blanche b5 · Roi blanc sur case noire c5 · Pion blanc sur case blanche g4 · Pion blanc sur case noire g3 · Pion noir sur case blanche h3 · Pion blanc sur case blanche e2 · Pion blanc sur case blanche g2 | Fou noir sur case noire b8 · Tour blanche sur case noire h8 · Roi noir sur case noire c7 · Pion noir sur case blanche f7 · Pion noir sur case noire g7 · Pion blanc sur case blanche h7 · Pion blanc sur case blanche c6 · Pion noir sur case noire f6 · Pion noir sur case blanche g6 · Pion blanc sur case noire a5 · Pion noir sur case blanche b5 · Roi blanc sur case noire c5 · Pion blanc sur case blanche g4 · Pion blanc sur case noire g3 · Pion noir sur case blanche h3 · Pion blanc sur case blanche e2 · Pion blanc sur case blanche g2 | Fou noir sur case noire b8 · Tour blanche sur case noire h8 · Roi noir sur case noire c7 · Pion noir sur case blanche f7 · Pion noir sur case noire g7 · Pion blanc sur case blanche h7 · Pion blanc sur case blanche c6 · Pion noir sur case noire f6 · Pion noir sur case blanche g6 · Pion blanc sur case noire a5 · Pion noir sur case blanche b5 · Roi blanc sur case noire c5 · Pion blanc sur case blanche g4 · Pion blanc sur case noire g3 · Pion noir sur case blanche h3 · Pion blanc sur case blanche e2 · Pion blanc sur case blanche g2 | Fou noir sur case noire b8 · Tour blanche sur case noire h8 · Roi noir sur case noire c7 · Pion noir sur case blanche f7 · Pion noir sur case noire g7 · Pion blanc sur case blanche h7 · Pion blanc sur case blanche c6 · Pion noir sur case noire f6 · Pion noir sur case blanche g6 · Pion blanc sur case noire a5 · Pion noir sur case blanche b5 · Roi blanc sur case noire c5 · Pion blanc sur case blanche g4 · Pion blanc sur case noire g3 · Pion noir sur case blanche h3 · Pion blanc sur case blanche e2 · Pion blanc sur case blanche g2 | 1 |
|   | a | b | c | d | e | f | g | h |   |

## Ouvrages
- (en) Sam Loyd, Sam Loyd's Book of Tangram Puzzles  (ISBN 978-0-48622011-6)
- (en) Sam Loyd et Martin Gardner, Mathematical Puzzles of Sam Loyd, vol. 1 et vol. 2